# Gare de Neuf-Brisach Ville
Ne doit pas être confondu avec Gare de Neuf-Brisach.
La gare de Neuf-Brisach Ville est une gare ferroviaire française de la ligne de Colmar-Central à Neuf-Brisach, située sur le territoire de la commune de Neuf-Brisach, dans la collectivité européenne d'Alsace, en région Grand Est.
Elle est aujourd'hui fermée à tout trafic.

## Situation ferroviaire
La gare de Neuf-Brisach Ville est située au point kilométrique (PK) 17,3 de la ligne de Colmar-Central à Neuf-Brisach, à 1 km en amont de la gare de Volgelsheim (anciennement Neuf-Brisach Gare).

## Histoire
La ligne Colmar - Neuf-Brisach est fermée au service voyageurs le 17 mars 1969 mais est toujours ouverte au service marchandises.
La gare ouverte la plus proche est celle de Colmar.

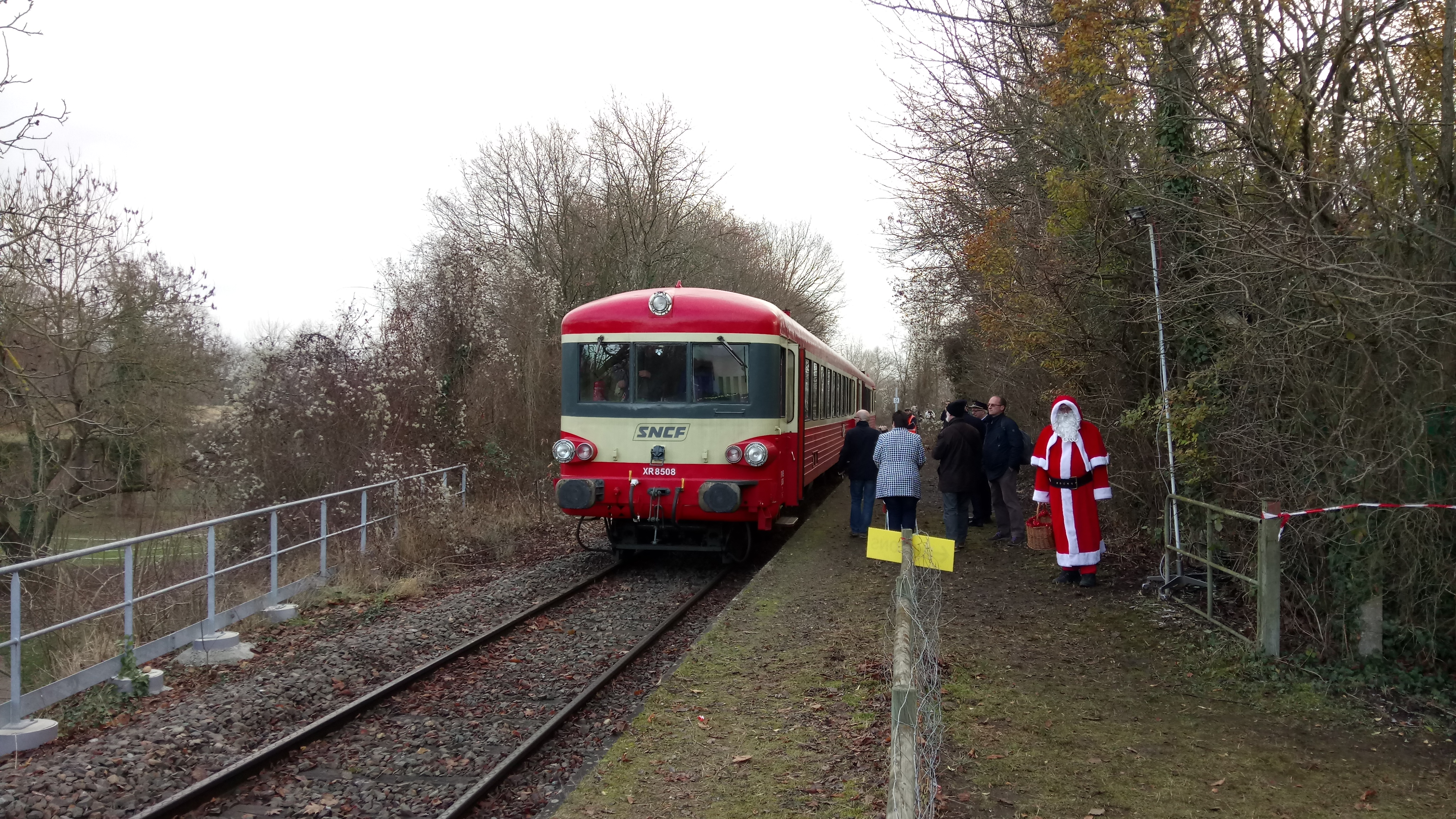
Train spécial en gare de Neuf-Brisach Ville le 11 décembre 2016.

Les 10 et 11 décembre 2016, la gare est exceptionnellement rouverte au service voyageurs à l'occasion du marché de Noël de Neuf-Brisach. Les associations Trans Rhin Rail et Train Thur Doller Alsace organisent 9 aller-retours, assurés par l'autorail X 4395, entre Colmar et Neuf-Brisach Ville. L'initiative est renouvelée les 9 et 10 décembre 2017.

## Patrimoine ferroviaire
L'ancien bâtiment voyageurs a été vendu à un particulier. Un passage à niveau se trouve juste à côté de celui-ci.